# Bishops Cannings
Bishops Cannings – wieś w Anglii, w hrabstwie Wiltshire. Leży 36 km na północ od miasta Salisbury i 127 km na zachód od Londynu.